# Go Seul-ki
Go Seul-ki (kor. 고슬기; * 21. April 1986 in Seoul) ist ein südkoreanischer Fußballspieler.

## Karriere
Seine Karriere begann 2005 beim südkoreanischen Verein Pohang Steelers. Von 2008 bis 2009 wurde er an Sangju Sangmu FC ausgeliehen. Nach Beendigung des Vertrags bei den Steelers wechselte er 2010 zum Ligakonkurrenten Ulsan Hyundai. 2013 unterschrieb er einen Vertrag bei al-Jaish, einem Verein, der in Doha (Katar) beheimatet ist. 2015 wechselte er nach Thailand. Hier unterschrieb er einen Vertrag beim Spitzenclub Buriram United. Von 2015 bis 2017 kam er 75 Mal zum Einsatz. 2018 wurde er zum südkoreanischen Club Incheon United ausgeliehen. 2019 spielt er auf Leihbasis bei Port FC, einem Erstligisten aus der thailändischen Hauptstadt Bangkok. In der Saison stand er mit Port im Finale des FA Cup, dass Port mit 1:0 gegen den Erstligisten Ratchaburi Mitr Phol aus Ratchaburi gewann. Nach Ende der Ausleihe wurde er von Port fest verpflichtet. Nach 72 Ligaspielen wurde sein Vertrag im Sommer 2022 nicht verlängert. Von Juli 2022 bis Anfang Januar 2023 war er vertrags- und vereinslos. Am 9. Januar 2023 nahm ihn der thailändische Erstligist Chonburi FC bis Saisonende auf Leihbasis unter Vertrag. Nach sechs Ligaspielen für den Verein aus Chonburi kehrte er Ende Mai 2023 zu Port zurück. Hier wurde sein Vertrag jedoch nicht verlängert. Von Juni 2023 bis Dezember 2023 war er vertrags- und vereinslos. Im Januar 2024 verpflichtete ihn der Zweitligist Chanthaburi FC. In der Rückrunde 2023/24 bestritt er für den Klub 13 Ligaspiele. Hierbei erzielte er sechs Treffer. Im Sommer 2024 wurde sein Vertrag um eine weitere Spielzeit verlängert. Nach insgesamt 26 Ligaspielen wechselte er im Sommer 2025 zu dem ebenfalls in der zweiten Liga spielenden Police Tero FC.

## Erfolge
- Pohang Steelers

Südkoreanischer Ligapokalsieger: 2009
- Ulsan Hyundai

Champions-League-Sieger: 2012
Südkoreanischer Ligapokalsieger: 2011
- el Jaish SC

Qatar Crown Prince Cup: 2014
Qatari Stars Cup: 2012/13
- Buriram United

Thailändischer Meister: 2015, 2017
Thailändischer Pokalsieger: 2015
Thailändischer Ligapokalsieger: 2015, 2016
Kor Royal Cup: 2015, 2016
Mekong Club Championship: 2015, 2016
- Port FC

Thailändischer Pokalsieger: 2019